# 賽德克·巴萊
《賽德克·巴萊》（賽德克語：Seediq Bale  {發音}ⓘ）是一部由台灣導演魏德聖於2011年拍攝的電影長片。改編自邱若龍漫畫《霧社事件》。片名賽德克·巴萊意為「真正的人」：在賽德克語，「賽德克」（Seediq）是「人」的意思，「巴萊」（Bale）是「真正」的意思。
本片分為上下兩集：上集以象徵日本的“太陽旗”命名，描寫1930年莫那·魯道帶領賽德克族人反抗日本長期壓迫原住民而引發的霧社事件；下集命名為“彩虹橋”，刻畫日軍鎮壓、莫那·魯道帶領賽德克族人抵抗日軍的過程，並深入刻畫族人陣亡後越過彩虹橋、回歸祖靈的故事。

## 剧情

### 上集：太陽旗
故事起始於19世紀末，世居臺灣島上的高山原住民賽德克族，向來以恪守祖先訓示，遵循四季流轉的方式，過著狩獵、農耕、編織等各式傳統的山林部落生活。
然而，1895年（清光绪21年、日本明治28年）馬關條約簽訂，台灣割讓給日本，進入了台灣日治時期，日本政府為了豐富的山林礦業資源，對各原住民部落採行嚴酷的理蕃政策。賽德克族逐漸被迫失去自己的文化與信仰，男人必須搬木頭服勞役，不能再馳騁山林追逐獵物；女人必須低身為日本軍警家眷幫傭，不能再編織綵衣。最重要的是，他們被禁止紋面，逐渐失去了賽德克族的傳統信仰圖騰。驍勇善戰的賽德克族馬赫坡社首領莫那·魯道見證了30年來的壓迫統治，看著族人過著苦不堪言的日子，心中反抗的種子逐漸萌生。
1930年秋冬之交，少數原住民為節省體力，使用鐵索將木材從山上移動到山下；日本警察發現木材被刮損，便將賽德克族人鞭打得遍體鱗傷，使得族人們反抗與復仇的意念在心中滋長。某日，馬赫坡社的族人们正在为一對青年男女举行婚礼，新任的日本駐警前來巡視；莫那·魯道的長子達多·莫那（Tado Mona）剛宰牲完，照禮數宴客直接熱情地用血手拿著喜酒招呼駐警，但是駐警不習慣這種不衛生的風俗，打了達多·莫那一頓；憤恨不平的同行弟弟巴索·莫那（Baso Mona），把那駐警打得頭破血流。因一場誤會種下日警和賽德克族的緊張關係，自此馬赫坡社便生活在日警報復的陰影裡。
幾天後，一群年輕人圍繞著莫那·魯道，強烈要求他帶領大家反擊日本人。莫那·魯道在「延續族群」和「為尊嚴反擊」之間思索良久，這時，他看見了圍繞在身邊這群年輕人的臉：他們幾乎都是一臉白淨、沒有賽德克圖騰的孩子。於是，他下定決心，並告訴那些年輕人：
|             | 日本人比森林的樹葉還繁密、比濁水溪的石頭還多，可我反抗的決心比奇萊山還要堅定！ |
| ——莫那·魯道 |                                                                                |

莫那·魯道語氣堅定地對著族人吟唱：“孩子們，在通往祖靈之家的彩虹橋頂端，還有一座肥美的獵場！我們的祖先們可都還在那兒吶！那片只有英勇的靈魂才能進入的獵場，絕對不能失去……族人啊，我的族人啊，獵取敵人的首級吧！霧社高山的獵場我們是守不住了……用鮮血洗淨靈魂，進入彩虹橋，進入祖先永遠的靈魂獵場吧……”
昭和5年10月27日（西元1930年），臺灣總督府為紀念北白川宮能久親王逝世35週年，而舉行臺灣神社祭，而霧社地區则舉行聯合運動會。當聯合運動會開幕，所有日本人及其眷屬齊聚公學校之際，賽德克霧社地區的族人決定由霧社群馬赫坡社頭目莫那·魯道率領馬赫坡、荷戈、波亞倫、斯庫、羅多夫、塔羅灣等六个部落的賽德克族人發起反擊。
當日清晨，霧社公學校（現今臺電萬大電廠霧社分部）運動會，由能高郡郡守小笠原敬太郎主持開幕典禮，其他日本人都前來觀禮，這時預先埋伏好的賽德克勇士，在莫那·魯道攻擊號令下，立刻展開猛烈的突襲，在一陣毫無預警的混戰中，將運動場內全部134名日本人砍殺致死。
另一方面，莫那·魯道命令次子巴索·莫那（Baso Mona）潛入馬赫坡山取材地襲擊日本警察，並命長子達多·莫那（Tado Mona）潛入馬赫坡社警察駐在所，亦將日警及其眷屬全數格斃。後分成數隊，切斷日人對外的所有電話線路，陸續襲擊各部落之警察駐地，擄擭彈藥、槍械。借此向霧社地區的各個部落宣告，反抗日本统治的战争已經開始，各个部落族人嚮應号召加入战争。
在震驚憤怒之餘，日軍旋派遣駐紮臺中、花蓮的陸軍與警察，兵分兩路向霧社方面挺進；莫那·魯道率領族人抗敵纏鬥，之后輾轉退守到馬赫坡石窟。一場雙方分別為了資源土地與報復反抗的战争，就此揭開序幕......

### 下集：彩虹橋
接續上集賽德克族發動了公學校事件，致使日本人遭遇殖民以來最大的統治危機後，日本駐臺陸軍少將鎌田彌彥銜命調動高達三千名以上的軍警，挾以山砲、機槍等優勢武力，攻打霧社。
另一方面，原先對部落友善的巡查小島源治，也因自己的妻兒在運動場上遭到原住民殺害，悲憤的小島源治完全失去理智，大力遊說与莫那·魯道结有世仇的道澤社頭目鐵木·瓦力斯出兵，協助日军在丛林山区作战。
然而，世代山居的賽德克族熟悉當地的懸崖峭壁，導致增援的日軍部隊始終久攻不下，傷亡嚴重。眼看進攻不力，日軍於是改以使用飛機投擲路易氏毒氣彈，演變成原住民以獵槍、番刀、木棍等原始武器，對抗飛機、大砲的局勢。經過近一個月的激烈對峙，抗日族人死傷慘重；賽德克婦女此時也為了使自己孩子、丈夫無後顧之憂，於是紛紛先行上吊自縊；殘存的男人們則在臉孔紋面，以賽德克記號，誓死抵抗、寧死不屈。
抗日戰士反攻被日軍占領的馬赫坡，巴索·莫那、巴萬·那威、烏布斯等戰死，幫助日軍作戰的鐵木瓦歷斯也被抗日的原住民殺死。原本發誓要一天拿下霧社的鎌田彌彥，至此也不得不衷心佩服原住民的驍勇善戰。馬紅·莫那被日本醫生救起，又被派去勸降達多·莫那。達多·莫那拒絕投降，在賦予馬紅·莫那延續家族的使命後上吊自盡，莫那·魯道离开部落独自抗日，此后不见踪迹。至此，原住民抗日行動正式告敗。殖民政府將參與反抗的部落多次遷移，又發動二次霧社事件，造成部落死傷慘重。四年後，一名原住民獵人在树林里發現莫那·魯道的屍體，同時看見戰死的原住民英靈昂首闊步走過彩虹橋。

### 與歷史不符處
《賽德克·巴萊》作为改编电影，没有完全与历史事件相同，以下是不同之处。
- 莫那·魯道沒有參與人止關事件和姊妹原事件，從地形來看他無法趕過去。
- 莫那的妹妹——狄娃絲·魯道嫁給日本警察近藤儀三郎，後來被遺棄、一走了之(另有一說為因公失蹤)，按照賽德克的族律說不能回娘家部落，然後莫那也聽聞各部落也有類似的遭遇，已心存不滿、萌生反抗之心。
- 霧社事件以前，莫那為了反抗日本人有2次密謀失敗。以及曾經幫日本人進行青山事件[9][10]。

- 莫那召集的6個德固達雅社群並非電影所稱的300人，其實有1200餘人（其中具戰鬥力的壯丁有300人）。
- 霧社公學校出草時，有誤殺2名漢人——李彩雲與劉才良[11][12]。
- 霧社公學校出草時，有巴萬等人（劇中的少年隊）用竹槍刺死教師的橋段，但以當時的年少孩童來說不太可能下手殺教師，[來源請求]而且他们並未作為正規戰鬥員投入戰鬥。巴萬·那威雖一度逃脫被審問嫌疑，但仍於1936年被查出參與而被殺。
- 小島源治的妻小除長子外其實並未死亡，其妻松野更因在襲擊後保護十多名孩童而得到表揚。
- 電影下集（彩虹橋）中，戰爭場面中表現的日軍死傷明顯多於官方紀錄的22死25傷。
- 莫那在電影最後槍殺自己妻子和隨行的原住民孩童，史實中並沒有槍殺妻子[13]。
- 片中使用的九六式輕機槍為1936年的產物，1930年的霧社事件時還未發明，當時的日本軍裝備的是大正十一年式輕機槍（電影拍攝時劇組租不到）。

## 角色

### 演員徵選
電影故事從1895年橫跨至1930年，魏德聖決定由兩名业余原住民演員分別飾演青年和中年時期的英雄主角莫那魯道，「年輕的莫那狂傲不羈、中年則是沉穩、謀略中帶著殺氣」，並同步公開影片中的四大主要人物：中年莫那魯道、道澤群頭目鐵木瓦力斯、日警小島源治及日軍少將鎌田彌彥。
由於該片須徵用大量有原住民血統的演員，行政院也應電影公司要求，跨部會協調國防部、警察和消防機關提供名單。其中消防署給出名單79位，但不符制片公司要求。魏德聖再度拜會行政院政委曾志朗，使用「文化創意產業推動小組」名義，讓國防部跟果子公司合作，支援20名演員協助拍攝。

### 主要角色
| 演員                                         | 角色      | 備註 |
| 石宇龍（少年） 游大慶（青年） 林慶台（中年） | 莫那·魯道 | 震懾眾人的馬赫坡社頭目。 三十多年來見證日本殖民下的文明與苦難，莫那明白這場戰役將有滅族危機，但唯有為靈魂的自由而戰，他們才能走過彩虹橋成為真正的勇士！ |
| 謝炎燊（少年） 馬志翔                        | 鐵木·斯   | 鐵木·瓦力斯為道澤群屯巴拉社頭目，年幼因與青年莫那·魯道衝突，從此兩人成為世仇。霧社公學校大戰後，在小島的威脅利誘下，鐵木率屯巴拉社一同圍剿莫那魯道。        |
| 安藤政信                                     | 小島源治  | 身為屯巴拉社駐在所巡警的小島源治，是霧社少數對原住民態度友善的山地警察，與鐵木之屯巴拉社一直保持友好關係。                                              |
| 河原佐武                                     | 鎌田彌彥  | 日本陸軍少將、鎌田支隊總司令，公學校大戰後，奉軍司令部的命令，隨即從埔里至霧社接掌所有「反抗蕃」的討伐事宜，震怒的他誓死決心要活捉莫那·魯道。           |

### 其他角色
| 演員                             | 角色                    | 備註 |
| 曾秋勝 (Pawan Nawi)              | 魯道·鹿黑               | 莫那·魯道之父親，馬赫坡社前頭目。 |
| 張愛伶（青年） 摩兒·尤淦（中年） | 巴岡·斯                 | 莫那·魯道之妻子。 |
| 田駿(Yakau Kuhon)                | 達多·莫那               | 莫那·魯道之長子，連日人也敬佩的善戰勇士。 |
| 李世嘉 (Pawan Neyung)            | 巴索·莫那               | 莫那·魯道之次子，以死激勵族人的孤傲戰士。 |
| 溫嵐                             | 馬紅·莫那               | 莫那·魯道之女，看著家族的勇士為了家園和自由紛紛英勇出征，經歷了和家人的生離死別，堅毅的她為了不拖累父親、哥哥和丈夫，忍住悲傷暗自許下一個沒有人知道的決定……                          |
| 田金豐 (Hayung Gaki)             | 薩布·巴萬               | 沉默、剽悍又深情的馬紅丈夫。 |
| 陳松柏                           | 烏布斯                  | 保護少年隊的馬赫坡長者 |
| 林源傑 (Umin Walis)              | 巴萬·那威               | 崇拜莫那·魯道，無所畏懼的少年隊領袖。 |
| 古雲凱 (Bayan Kenbo)             | 瓦旦                    | 馬赫坡青年，霧社事件導火線的婚禮事件即為瓦旦與薩布．巴萬之妹－露比．巴萬的婚禮，事件爆發當天，兩人才新婚滿七日。                                                                     |
| 林思杰                           | 阿威·拉拜               | 點燃事件導火線的憤怒青年。 後來遭到糜爛性砲彈中毒，然後上吊自縊。 |
| 撒布洛                           | 瓦歷斯·布尼             | 巴蘭社頭目。1902年人止關之役，抗日原住民總頭目。1930年拒絕隨莫那·魯道起義。 |
| 拉卡·巫茂                        | 塔道·諾幹               | 荷戈社頭目，莫那·魯道之好友及高山初子之父，霧社事件中原採保守立場後為莫那·魯道說服而親赴戰爭前線，為第一位殉難的頭目。                                                               |
| 徐若瑄                           | 高山初子（歐嬪·塔道）   | 懷有身孕的初子是二郎的妻子，塔道·諾幹之女兒。 |
| 蘇達                             | 花岡二郎（達奇斯·那威） | 和一郎同為日本殖民當局特意培養的賽德克裔「模範蕃」，在霧社警察分室擔任警丁。在族人群起反抗殖民統治的風暴中，其特殊身分使他陷入進退兩難的處境，卻無能為力。                           |
| 羅美玲                           | 川野花子（歐嬪·那威）   | 柔和溫順的川野花子，和丈夫一郎同為受日化教育的賽德克族人，霧社事件發生前，不知情的她和二郎妻初子前往公學校參加慶典，意外捲入了戰鬥。                                                 |
| 徐詣帆                           | 花岡一郎（達奇斯·諾賓） | 為日本殖民當局特意培養，畢業於師範學校的賽德克裔「模範蕃」；儘管學歷較高，回到部落後只被任命為低級巡查兼「蕃童教育所」教師。在公學校的動亂中，披起族服保護太太花子和他們初生的幼兒。 |
| 高勇成                           | 達那哈·羅拜             | 協助莫那·魯道起事的波阿崙社頭目。 |
| 林孟君(Gaki Baunay)              | 泰牧·摩那               | 勇武不羈的塔羅灣社頭目之子。 |
| 張志偉(Pihu Nawi)                | 比荷·沙波               | 在部落間浪遊奔走的荷戈社青年。 |
| 曾伯郎Bagah Pawan                | 比荷·斯                 | 荷戈社中背負家族血債的悲憤青年。 後來遭到糜爛性砲彈中毒，然後上吊自縊。 |
| 金照明                           | 烏干·巴萬               | 安靜沉穩、慎密的斯庫社戰士。 |
| 劉忠厚(Danah Watan)              | 流淚戰士                | 出征前受莫那鼓舞而流淚的賽德克青年。 |
| 鄭志偉                           | 巫金墩                  | 於霧社開設金墩雜貨店，對原住民非常友善並通曉流利賽德克語的漢人老闆。 |
| 西田惠里奈                       | 老闆娘                  | |
| 田中千繪                         | 小島松野                | 溫柔婉約的小島源治妻子，帶著兩名兒子前往公學校參加慶典，沒想到卻因此遭遇了莫那魯道率領三百勇士突襲的公學校戰役，倉皇失措的小島妻帶著孩子展開逃難。                                   |
| 新實啓介                         | 樺澤重次郎              | 勸告馬紅·莫那勸降戰士，和各部落頭目交誼深厚能通賽德克語的「蕃通」警察。 |
| 松本實                           | 吉村克己                | 時常辱打原住民的馬赫坡製材廠巡查，引發霧社事件的日方關鍵人物。 |
| 吉岡尊禮（吉岡そんれい）         | 杉浦孝一                | 作風輕佻的馬赫坡駐在所巡查。 |
| 春田純一                         | 江川博道                | 臺中州能高郡役所警察課長，事發前巡視各部落時，已察覺事有蹊蹺卻無法適時阻絕，事件中唯一倖存日本人，事件爆發後遭革職，但也親身自著《霧社血櫻》一書描述該霧社事件，成為重要史料。       |
| 木村祐一                         | 佐塚愛祐                | 鄙視原住民的霧社分室主任 |
| 野口寛                           | 樺山資紀                | 大日本帝國海軍大將；馬關條約簽訂後，成為首任臺灣總督。 |
| 石塚義高                         | 深堀安一郎              | 陸軍步兵大尉，1897年率領高山探險隊進行道路探勘測量。 |
| 日比野玲                         | 日軍將領大島            | 乙未戰爭期間率領所部日軍擊破臺灣民主國及民間的漢族反抗軍，後配合總督府理蕃政策，領軍攻佔霧社地區。                                                                                   |
| 馬如龍                           | 交易所老闆              | 折衝斡旋於日本人、漢人與原住民之間，精明投機的交易所漢人老闆。 |

下集彩虹橋劇中17:32秒處，喊「有兇蕃」那一位老警察似乎是米七偶曾在2003年風中緋櫻飾演山崎主任。另外74:15秒處帶兵進樹林的指揮官為葛西健二也曾在2003年演過吉村克己。
後面負責辨認人頭的荷戈社人就是高山初子的第二丈夫中山清，也是仁愛鄉首任鄉長， 他與初子還育有一女叫中山杏子。

## 製作

### 构思
魏德聖表示，拍片的想法起源于1996年时他所看到的两则電視報導；一是花蓮的原住民到臺北抗議，喊出了「還我土地」的口號的报道；二是讨论香港回歸應該還給中華人民共和國還是中華民國的报道。魏德聖在訪問中說：「我們腳踩在這塊土地上，感覺卻是既熟悉又陌生，矛盾很大……反差更大的是，該屬原住民的不歸還，卻一直在懸念不屬於我們的東西」。第二天魏德聖去讀原住民書籍，就看到邱若龍所畫的同名漫畫作品霧社事件，對此書內容深受感動。之後魏德聖開始對莫那·魯道為何要反抗日本感到好奇。1997年到1999年，魏德聖開始編寫與修改劇本，以及讀史料。在2000年時賽德克巴萊之劇本已完成，獲得新聞局優良電影劇本獎。
根據魏德聖接受三立電視主播李晶玉專訪時提到，他將以戰場上的勇士為視角，來瞭解此一歷史事件，並透過歷史現場的重現，重新檢視歷史。
魏德聖在網易娛樂專訪時表示賽德克·巴萊這個片名是賽德克語，翻譯過來就是“賽德克，成為真正的人”，所以電影說的是賽德克族如何變成真正的勇士。在日治時代，賽德克族被日本人逼迫失去自己的文化與信仰。他們被禁止猎人头（出草），因此无法得到紋面资格，失去傳統信仰圖騰，無法成為“真正的人”。莫那·魯道在忍辱三十年後，終於選擇了為他們的信仰 － 死後才能經彩虹橋進入的獵場而戰。生命可以失去，死後進入的獵場才是他們永遠不能夠失去的地方。
在第68屆威尼斯影展的記者會中，魏德聖表示他認為這電影對於臺灣人來講是有一種心理治療的功能。他認為，臺灣人對於日本的愛恨不是那麼容易理解的，“你給我一顆美麗的琉璃，卻踩爛我家裡的土地，回到仇恨的原點才能化解仇恨。”魏德聖表示必須先認識、先了解才有可能化解仇恨。他表示彩虹美在並置在一起的每個顏色都是獨立的存在，但是顏色不會去互相干擾。他認為今天不只是臺灣、世界上最大的問題，就是顏色在干擾顏色。他希望能透過完整的呈現一段仇恨的歷史去化解關於仇恨、遺憾、愛情、親情、友情等等的問題。

### 資金問題
2003年，魏德聖自籌新臺幣約250萬元拍攝5分鐘的樣片「賽德克巴萊」，由杜篤之錄音， 陳博文剪接，廖金生、曾玉春等主演。此片於2003年11月24日在臺北試映，目標是籌得資金美金700萬（約新臺幣2億到2.5億）。魏德聖表示更早以前曾拿1分鐘樣片參加釜山影展，而米高梅公司看過样片后误以為全片已經拍好。
（2008年時魏德聖將拍攝樣片的決定歸功於當時懷孕的妻子）
但試映募款並未成功。2004年2月，魏德聖表示有人將影片放上網路，使他得到了很多支持，所以他的募款方式改為接受小額捐款。
小魏表示在銀行的大力背書下，凡是捐款者都是本片的投資者之一，開拍後的票房所得都可按照比例分紅，萬一影片開拍不成呢？小魏表示，捐款不會退還，但將代捐給原住民相關團體，「除了銀行外，我還找了聞天祥來監督這筆款項，大家不必擔心。」——曹玉玲
2008年，魏德聖首部劇情長片海角七号創下5.3億元的票房後，他決定重啟拍攝此片的計畫，將籌畫12年的構思付諸實行，2009年10月27日，在資金尚未完全到位的情况下，在博客來售票網上販售賽德克·巴萊開鏡紀念套票，限量10,000張，預計兩年後電影上映時可以使用。但因資金短缺之壓力，影片拍攝期間還須到處借錢。
2010年，該片獲行政院新聞局獎勵成為重點補助的電影，補助金達1.3億元。
2011年2月22日，中影公司董事長郭台強與魏德聖舉辦簽約記者會，由郭出資3.5億新臺幣，與魏合資成立新公司，解決了現有的財務問題，並將賽德克影片的權利轉移到新公司，初期以行銷賽德克·巴萊為主，這也是中影投資的第一個文創產業。
2011年8月29日，拍攝期間飽受籌資之苦的賽德克·巴萊將獲得行政院文建會投資9000萬元國發基金，將使賽德克·巴萊成為文創創投官民共同投資政策下的第一案。魏德聖在剛出版的導演、巴萊新書中，有許多直述他與投資方打交道的過程篇幅。在臺灣鼓勵投資文創產業，而文創創投又熱衷投資臺灣電影的風潮下，或許可供電影投資者與創作者共同思考。
魏德聖憶述，拍片過程中外面謠傳“他們在亂搞”，成本暴增到十幾億元，外傳此案絕不能投資，說賽德克不可能拍完、無法回收資金等……。為了避免一直處於挨打，魏後來和監製黃志明決定，在電影拍一半時舉行記者會，播放剪輯一分鐘的片段，「讓大家知道我們在幹嘛！」從此才得到比較好的反應。
本片拍攝期間，演藝圈多同仁與圈外人士資助資金，例如周杰倫與其母葉惠美女士、言承旭、张小燕、钮承泽等人。在片尾都以"天使巴萊"感謝這些人的資助。 

### 拍攝
賽德克依原計畫在2009年10月底開拍，花了10個月時間，共在臺灣28個場地取景，動用台、中、日、韓400多人、1萬千人次演員，拍了1萬4千個鏡頭、2千盒底片、長72萬呎，拷貝共358支，未上映就先創下各項影史紀錄，加上後期製作與廣告行銷，成本預算總計耗資達新臺幣7.2億。

### 場景
霧社的部分是在新北市林口太平嶺阿榮片廠搭設，佔地一萬二千坪，耗資新臺幣八千萬，由電影美術大師種田陽平設計搭建。霧社街及公學校場景從一開始的整地到一瓦一木的搭建、街上的老舊廣告告示及屋內的書籍等陳設，歷時半年的建設期，爾後暱稱其為「霧社村」、「霧社街」，而馬赫坡的部分則在桃園縣復興鄉羅浮村（位於石門水庫東側）搭景拍攝，不過由於羅浮的海拔範圍為300～500公尺，而馬赫坡當地的海拔範圍為1000～1500公尺，因此周圍環境及植被狀況略有不同 。
為了造出日治時代復古的街道，電線杆上貼有海報、標語等字條。建築後巷則有假水井，以及一些小型建築物。陳設組也在巷內陳設日式水勺、水桶等舊物，霧社街道上的櫻花臺則是使用假櫻花。所有電線杆都使用假電線，一方面省去電線材料以及安裝人員的費用，另一方面則能免去電線著火的風險，而供電的部分則是利用附近的臺電供電設施。
魏德聖表示：「若隔太久就沒感覺了，因此兩集上映約隔3周」，魏站在觀眾的角度說「如果我是觀眾，也會迫不及待想快點看到下集」。他期許：賽德克·巴萊能像魔戒牽動紐西蘭觀光熱，並能帶動臺灣電影方面人才的發展，也能將臺灣的美呈現在國際上。

### 剪辑版本
先前參加第68届威尼斯電影節的版本，則為配合主辦單位規定進行刪減，成為長度只有2.5小時一次放完的縮簡版本。不過據監製黃志明表示，由於角逐奧斯卡最佳外語片的影片必須以在該國上映版本參加，因此會以完整版參與，將臺灣播映的電影上、下集合併剪接成一部完整版。
賽德克·巴萊完整全片長達4.5小時（約276分鐘）；電影上集太陽旗於2011年9月9日起在臺灣各地戲院上映，電影下集彩虹橋於三星期後（9月30日起）接連同步上映。電影上下集合計在臺灣累積票房也屢創紀錄。接近上映之前，賽德克·巴萊獲邀參加當屆並評選入圍正式競賽片。此片在外國播映時時長縮短後總片長共約154分鐘。同年11月10日在紐約首映的賽德克·巴萊版本，是剪接的154分鐘國際版，相較於威尼斯影展的競賽版本時間倉促，導演魏德聖對於這個新版本很滿意，並表示當參加威尼斯影展競賽，獲悉需剪出2個多小時的版本時，距離參賽剩下不到1個月時間，當時連臺灣的完整版都尚未完成。因時間倉促，導致威尼斯版本和想像中的差距甚大。但這次電影已經完整剪接、上映，有時間重新思考，所以是經過許多討論才剪接出的國際版。完整國際版將戰鬥的場景只保留能維持劇情完整性的部分，將許多人物的情感積累、情緒轉折、情感矛盾都加了回去，相信觀眾看了會「舒服很多」，他表示：「如果今晚的版本大家不喜歡，都算我的」。

## 電影歌曲

### 主題曲
主題曲賽德克·巴萊之看見彩虹，由第16屆臺灣金曲獎最佳原住民演唱新人獎得主－拉卡·巫茂（阿飛），特別以賽德克語為電影量身作曲、填詞，並透過素人演員（大慶、林慶台）及羅美玲等數十人的合唱，演繹出7分鐘的電影主題曲。全曲隨原聲帶在YouTube完整發表。

### 原聲帶
《賽德克·巴萊》電影原聲帶由豐華唱片製作，豐華唱片發行。原聲帶中收錄了劇中主題曲及所有配樂。2011年9月23日正式在臺灣發行。其中包括電影配樂由新加坡籍音樂大師何國杰（Ricky Ho）執掌譜曲與製作，並遠赴澳洲邀請國際知名 The Studio Orchestra Of Sydney交響樂團擔綱配樂演奏，期使透過60人組成的交響樂團編制，呈現電影氣勢磅礡、悲壯恢弘的場景感受。
另外收錄三首賽德克歌曲，包括片尾主題曲看見彩虹是由賽德克族原民歌手，亦是片中演員拉卡·巫茂（阿飛）負責詞曲創作並擔任配唱製作人；在導演魏德聖要求下，該曲及另一首合唱曲仇恨消失最後均由所有主要演員通力合唱完成。其次，由泰雅族女聲阿穆依·穌路負責清唱長達10分鐘的片中曲賽德克·巴萊，也實現魏導設想的意境，猶如母親婉約的歌唱聲，充滿勸告族人不要再殺人的幽遠意境。
但該專輯未將中年莫那·魯道與父親嘹喨動聽的賽德克·巴萊之歌（二部重唱）等片中幾首實唱歌曲收錄進去，遭致不少購買（含預購）原聲帶的網友在電影官方部落格與Facebook上留言批評，表達失望遺憾。為此，導演與唱片公司商討開放網路免費下載該首歌，經唱片公司跟各電信公司協議後獲得支持，統一於2011年10月4日起開放其中賽德克·巴萊之歌一曲，並以電影版原聲提供影迷免費下載。
| CD1 | 曲目                                       | 作詞              | 作曲              | 演唱                                                        | 長度  |
| --- | ------------------------------------------ | ----------------- | ----------------- | ----------------------------------------------------------- | ----- |
| 01. | 出草 Our Hunting Ground                    | --                | Ricky Ho          | （配樂） [1]                                                | 3:24  |
| 02. | 太陽旗 Invasion Of The Rising Sun          | --                | Ricky Ho          | （配樂）                                                    | 5:21  |
| 03. | 追殺 The Chase                             | --                | Ricky Ho          | （配樂）                                                    | 3:25  |
| 04. | 如太陽般的出擊 Assault Of The Sun          | --                | Ricky Ho          | （配樂）                                                    | 5:10  |
| 05. | 失去的獵場 Without A Hunting Field         | --                | Ricky Ho          | （配樂）                                                    | 8:34  |
| 06. | 復仇 Nemesis Of Old                        | --                | Ricky Ho          | （配樂）                                                    | 1:25  |
| 07. | 血染婚禮 Crimson Wedding                   | --                | Ricky Ho          | （配樂）                                                    | 1:10  |
| 08. | 命運之河 River Of Fate                     | --                | Ricky Ho          | （配樂）                                                    | 4:37  |
| 09. | 真正的人 A Farther`s Spirit                | --                | Ricky Ho          | （配樂）                                                    | 3:28  |
| 10. | 拿回屬於我們的 Take Back What's Ours       | --                | Ricky Ho          | （配樂）                                                    | 3:55  |
| 11. | 賽德克·巴萊之子 Sons Of Seediq Bale        | --                | Ricky Ho          | （配樂）                                                    | 2:49  |
| 12. | 莫那的光榮 Mouna's Dance Of The Golden Ray | --                | Ricky Ho          | （配樂）                                                    | 3:18  |
| 13. | 仇恨消失 The Night Massacre                | 魏德聖            | 賽德克古調        | 林慶台、大慶等勇士演員合唱 [2]                              | 1:56  |
| 14. | 勇士 Warriors                              | --                | Ricky Ho          | （配樂）                                                    | 4:17  |
| 15. | 生命之歌 The Requiem March                 | --                | Ricky Ho          | （配樂）                                                    | 2:54  |
| CD2 | 曲目                                       | 作詞              | 作曲              | 演唱                                                        | 長度  |
| 01. | 賽德克·巴萊 The Soul Of Seediq Bale        | 江自得            | 泰雅古調          | 阿穆依 穌路 [3]                                             | 10:46 |
| 02. | 勇氣的印記 Mark Of Courage                 | --                | Ricky Ho          | （配樂）                                                    | 3:38  |
| 03. | 突襲 The Ambush                            | --                | Ricky Ho          | （配樂）                                                    | 3:11  |
| 04. | 相遇彩虹橋 Till We Meet At Rainbows        | --                | Ricky Ho          | （配樂）                                                    | 8:35  |
| 05. | 未知之橋 Bridge Of Peril                   | --                | Ricky Ho          | （配樂）                                                    | 3:52  |
| 06. | 陷阱 Entrapment                            | --                | Ricky Ho          | （配樂）                                                    | 5:15  |
| 07. | 傳說 Tales Of Creation                     | --                | Ricky Ho          | （配樂）                                                    | 3:28  |
| 08. | 驕傲啟程 Beautiful Departures              | --                | Ricky Ho          | （配樂）                                                    | 4:44  |
| 09. | 最後戰役 The Last Uprising                 | --                | Ricky Ho          | （配樂）                                                    | 2:03  |
| 10. | 最後一刻 Till The Last Breath              | --                | Ricky Ho          | （配樂）                                                    | 9:51  |
| 11. | 血＆花 Bloodshed ＆ Blossom                | --                | Ricky Ho          | （配樂）                                                    | 3:38  |
| 12. | 賽德克·巴萊之看見彩虹 The Rainbow Promise  | 拉卡·巫茂（阿飛） | 拉卡·巫茂（阿飛） | 林慶台、大慶、撒布洛、羅美玲、 張志偉、徐詣帆等演員合唱 [4] | 7:19  |

 [1]配樂演奏：澳洲 The Studio Orchestra Of Sydney 交響樂團

 [2]合唱：田駿、拉卡·巫茂、林慶台、大慶、撒布洛、陳松柏、金照明、高勇成、張志偉、徐詣帆、林孟君、方聖傑、林源傑、
　 孫俊傑、劉忠厚、陳金龍、陳文華、翁志文、仲柏曄、張福剛 ／族語翻譯潤飾：伊婉貝琳、翁志文

 [3]全曲獨唱 ／族語翻譯潤飾：Dakis Pawan

 [4]合唱：拉卡·巫茂、林慶台、大慶、撒布洛、陳松柏、金照明、高勇成、張志偉、徐詣帆、林孟君、方聖傑、林源傑、

　 孫俊傑、劉忠厚、陳金龍、陳文華、翁志文、仲柏曄、張福剛、羅美玲、張淑珍、林蘭英、曾惠玲、巫惠玲、沈藹茹、

　 高亭瑄 ／族語翻譯潤飾：Dakis Pawan

## 行銷
- 官方部落格

早在電影尚未開拍之際，導演魏德聖即要求電影行銷團隊，成立官方部落格。有別於首部劇情長片海角七號先前成功於痞客邦建置匯集人氣與讀者支持的網誌「海角七號電影官方部落格」後，賽德克·巴萊則於無名小站成立「賽德克·巴萊官方部落格」，作為電影行銷與維繫讀者觀眾的主要媒介。
- 電影套票

為了籌措資金、並期望藉此維繫培養影迷的向心力，導演魏德聖與製作團隊仿效海角七號的行銷模式，在電影上映前，推出以兩張電影交換券為一組，新臺幣599元的電影票預售套票。依照電影拍攝製作的各個不同階段，前後共分為：
開鏡套票、殺青套票以及上映套票。其中，紀念限量版的開鏡套票，更是早先於電影上映前兩年，在無確切放映時程以及相關預告宣傳的情況下，便開始向消費者賣票籌錢。台灣影史少見。
- 特有種商行

承襲首部電影海角七號賣座後，相關週邊商品（如：汗衫、紀念品等）也獲得熱賣的行銷模式，魏導與電影團隊另行成立網路行銷公司「特有種商行」，期望透過網路無遠弗屆的傳播特性，作為電影相關週邊商品開發與銷售的推廣平臺。
- 套幣

「新臺幣硬幣原住民族系組合─賽德克族篇」2011年11月16日委臺灣銀行各分行（簡易型分行除外）公開發售5萬5仟套，每套訂價新臺幣250元，這是中央銀行發行新臺幣硬幣原住民族系組合的最後一套。
- 官方YouTube頻道

賽德克·巴萊在電影上映前，即拍攝製作一系列電影預告、幕後花絮等影片，透過全球最大影音平臺YouTube成立「賽德克.巴萊官方Youtube頻道」，將相關影音產品陸續上傳，成為電影行銷的主要管道。

## 發行

### 首映
2011年9月4日傍晚7時在台北中華民國總統府廣場举行首映會，《賽德克·巴萊》在凱達格蘭大道北廣場舉辦首映會，總統馬英九、民進黨主席蔡英文、中影董事長郭台強、國際導演吳宇森及臺灣原住民14族代表等皆到場，這是總統府首次出借北廣場舉辦首映會，包括導演、監製及主要演員都出席與會。魏德聖表示：「不知道大家是不是真的能夠接受我呈現的方式，今天在場有很多不斷被我們騷擾的天使，真的非常感謝」。

### 臺灣
尚未上映前，該片包場票房已累計至新台幣4200萬元；首日票房為新台幣2300萬元；首週三天票房為新台幣8800萬元，而中秋連假四天（加上周一）票房達新台幣1.2億元；9月17日，上映九天全台票房破2億元；9月26日，上映十八天全台票房突破3億元（3.1億元）；9月30日下集上映首日，全台票房為新台幣2200萬元；10月2日下集上映首週三天票房為新台幣8500萬元；（以下為上下集合體的票房數字）；10月7日，全台票房破5億元；10月15日，全台票房已達6億元（6.2億元）；10月30日，全台票房破7億元；11月24日，全台票房已破8億元；最終上下集全台票房分別為新台幣4.72億元、3.18億元；上下集加總全台票房為8.1億元。
| 上一届： 那些年，我們一起追的女孩 | 2011年台北週末票房冠軍 第36－40週 | 下一届： 鋼鐵擂台 |

### 中国大陆
2012年4月份，本片导演魏德圣携男主角林庆台、游大庆在北京出席预告片发布会，宣布電影以154分钟单集精华剪切版，确定将于2012年5月10日在大陆上映。魏德聖強調中國大陆上映的版本與美國看到的是一樣的版本。影片沒有以普通話重新配音，保留日語與賽德克語音軌並加上中文字幕。
2012年5月6日，製作單位在北京舉行首映會。會後導演接受訪問時表示，由於拍片不容易，應先讓觀眾能接受再談票房，“希望觀眾透過這部電影瞭解台灣原住民族的故事。”
上映後大陸媒體認為賽片宣傳太短、與《復仇者聯盟》撞檔、以及觀眾懷疑國際版不完整導致票房不利。

### 香港
賽德克·巴萊2011年10月9日於香港會議展覽中心舉行首映禮，導演魏德聖、監製吳宇森和一眾主要演員亦親臨首映禮，該片亦於2011年10月18日至11月8日舉行的第8屆香港亞洲電影節作參展電影率先上映，香港亞洲電影節，香港亞洲電影節。
上集太陽旗、下集彩虹橋分別於2011年11月17日及12月1日在香港戲院上映。
香港公映的下集彩虹橋片长为109分钟，与臺湾公映的132分钟版本不同。全片（上、下集）2012年元月在香港下片。

### 英国、法國
該片在參加9月第68届威尼斯电影节以及臺灣全球首映之前，即與知名國際電影行銷公司Fortissimo Films合作負責國際版權，並分別與英國及法國代理商Optimum、ARP Films簽約，在歐洲重要地區首度成功開拓海外市場。

### 德国、瑞士、奥地利
導演魏德聖、監製黃志明接續參加多倫多影展時，對於歐洲版權也有更進一步的拓展，包括德國、瑞士、奧地利的版權都已賣出，這幾個國家的片商都是在威尼斯影展期間就看過片；而美國的知名片商Sony Classics、Weinstein Company，也特別到多倫多影展看片。

### 美国、加拿大、、新西兰
電影賽德克·巴萊在臺上映之後，也確認新增了北美、南美、紐西蘭、澳洲地區的版權。北美地區的版權確認由美國灰狗揚聲娛樂公司(WELL GO USA)取得。
在上映之前，2011年11月10日在紐約當代藝術中心（MoMA）舉辦的「Fortissimo公司20年回顧展」中，賽德克·巴萊也以該影展開幕片放映。導演魏德聖也特地飛到紐約參加此盛會，並在放映前一天在駐紐約臺北經濟文化辦事處舉辦記者會。
在紐約首映的賽德克·巴萊版本，為導演魏德聖精心剪接的一百五十五分鐘國際版，他對於這個新版本比較滿意，而之前在威尼斯影展的版本是壓力下，倉促剪接而成。
2011年11月20日，紐約現代藝術博物館再次播放此片。
2012年4月27日，賽德克·巴萊在紐約、洛杉機、休士頓、舊金山、多倫多、溫哥華等大城市上映， 5月11日在全美國新增 8 個放映據點。製片人黃志明表示，很多北美觀眾都以為只有在美國上映三天，其實目前還在全美上映中，並將延續放映至5月18日甚至更久。引進此片的美國灰狗揚聲公司 Well Go USA 表示，希望觀眾以票房行動多多支持。

### 日本
《賽德克·巴萊》由於劇情的對立敏感問題，能不能成功引進日本一直備受關切。而後來終於成功在2012年3月在大阪亞洲電影節首映國際版。一般上映是在2013年4月20日，播出上下兩集。導演魏德聖也希望日本觀眾不要抱持太大的對立情感觀看這部電影，強調日人與原住民之間沒有對錯，只有文化的衝擊。

## 獎項
- 威尼斯影展

賽德克·巴萊2011年入圍了第68届威尼斯电影节主竞赛单元角逐金獅獎（2011年8月31日至9月10日）。
- 多倫多影展

賽德克·巴萊入圍多倫多國際影展「特別放映單元」，於2011年9月舉行映演。
- 釜山影展

賽德克．巴萊參展非競賽的「亞洲視窗」單元。
- 金馬獎

2011年10月入圍第48屆金馬獎最佳劇情片及個人獎項共11項提名。
2011年11月獲得最佳劇情片獎，並另外獲得觀眾票選最佳影片等榮譽。
| 年份        | 獎項                   | 受獎者                                                           | 階段／結果 |
| ----------- | ---------------------- | ---------------------------------------------------------------- | ---------- |
| 2011 第48屆 | 最佳劇情片             | 《賽德克·巴萊》 果子電影有限公司、中影股份有限公司               | 獲獎       |
| 2011 第48屆 | 最佳導演               | 魏德聖                                                           | 提名       |
| 2011 第48屆 | 最佳男配角             | 徐詣帆                                                           | 獲獎       |
| 2011 第48屆 | 最佳新演員             | 林慶台                                                           | 提名       |
| 2011 第48屆 | 最佳新演員             | 徐詣帆                                                           | 提名       |
| 2011 第48屆 | 最佳新演員             | 林源傑                                                           | 提名       |
| 2011 第48屆 | 最佳攝影               | 秦鼎昌                                                           | 提名       |
| 2011 第48屆 | 最佳美術設計           | 種田陽平（日籍）                                                 | 提名       |
| 2011 第48屆 | 最佳造型設計           | 林欣宜、邱若龍、杜美玲、鄧莉棋                                   | 提名       |
| 2011 第48屆 | 最佳動作設計           | 梁吉泳、沈在元（韓籍）                                           | 提名       |
| 2011 第48屆 | 最佳原創電影音樂       | 何國（新加坡籍）                                                 | 獲獎       |
| 2011 第48屆 | 最佳原創電影歌曲       | 《看見彩虹》 詞：拉卡·巫茂 曲：拉卡·巫茂 編曲：何國 唱：演員合唱 | 提名       |
| 2011 第48屆 | 最佳音效               | 杜篤之+吳書瑤+湯湘竹                                             | 獲獎       |
| 2011 第48屆 | 年度台灣傑出電影工作者 | 王偉六                                                           | 獲獎       |
| 2011 第48屆 | 觀眾票選最佳影片       | 《賽德克·巴萊》 果子電影有限公司、中影股份有限公司               | 獲獎       |

- 奧斯卡外語片初選

2012年1月18日在全世界63部參選外語片環伺中，入圍2012年第84屆奧斯卡金像獎最佳外語片初選九強（是东亚地区仅有的入选影片），而在1月24日公布的提名名單則未被列入。
- 亞洲電影大獎

2012年3月獲得第六屆亞洲電影大獎六項提名：
- 入圍 最佳電影
- 入圍 最佳導演-魏德聖
- 入圍 最佳男配角-馬志翔
- 入圍 最佳攝影-秦鼎昌
- 入圍 最佳美術指導-種田陽平
- 入圍 最佳原創音樂-何國杰

- 大阪亞洲電影節

獲得 第七屆大阪亞洲電影節-最佳觀眾票選獎。
- 香港電影金像獎

2012年2月8日獲得第三十一屆香港電影金像獎最佳兩岸華語電影提名。
- 海峡两岸三地十大华语电影

2013年4月10日获得第一届《海峡两岸三地“十大华语电影”》第一名。
- 第十二屆華語電影傳媒大獎

2012年4月，《賽德克·巴萊》入選第十二届华语电影传媒大奖最佳電影等四項提名，最终获得最佳電影：
- 最佳電影
- 入圍最佳導演
- 入圍最佳新演員－林慶台
- 入圍最佳新演員－徐詣帆

- 第二十三屆金曲獎

2012年6月入圍第23屆金曲獎演奏類最佳專輯等共3項提名，何國杰獲得金曲獎演奏類最佳專輯製作人獎。
| 年份        | 獎項                   | 受獎者                               | 階段／結果 |
| ----------- | ---------------------- | ------------------------------------ | ---------- |
| 2012 第23屆 | 演奏類最佳專輯獎       | 《賽德克·巴萊》 豐華唱片股份有限公司 | 提名       |
| 2012 第23屆 | 演奏類最佳專輯製作人獎 |                                      | 獲獎       |
| 2012 第23屆 | 演奏類最佳作曲人獎     |                                      | 提名       |

## 爭議
- 威尼斯影展將賽德克·巴萊出品國掛名為「China, Taiwan（中國，臺灣）」的問題，在臺灣引起極大的爭議，有民眾主動寫信向影展抗議。導演魏德聖明確表示賽德克·巴萊是純正臺灣電影，沒有中資，也表示：「入圍只高興了一天，被掛上中國感覺像是被吃豆腐。」監製黃志明也表示：「不應該掛有中國的名字。」劇組和官方都曾要求影展更正，但是在影展開幕前，出品國為「中華臺北」。[83][84][85][86]

## 評價

### 影展評價
- 在第68届威尼斯电影节主競賽單元23部影片中，全長150分鐘比起本地版270分鐘大幅刪減，出現战争砍頭的畫面比例卻倍加突顯。對於血腥暴力畫面的質疑，魏德聖表示忠於史實，藉此讓人們反思，並反問“有哪一段歷史不血腥？”。

但導演魏德聖事後表示，參加威尼斯影展競賽，獲知必須剪出2個多小時的版本時，距離參賽剩下不到1個月時間，當時連臺灣本地的完整版都尚未上映（上集9月9日、下集9月30日）。在倉促剪輯之下，導致初次國際競賽版（威尼斯參賽版本，150分鐘）和原版的預期差距甚大。後來導演魏德聖又重新剪接不同的國際版本。
首映會一開始，先是安排劇組的「場記」及「幕後側記」，朗讀一年前的這一天，也就是賽德克正式殺青當天的工作日誌，回顧拍攝的艱辛。導演魏德聖表示，有時候會有抱怨和憤怒，但那指當下，現在只有感謝沒有憤怒，「我不知道大家是不是真的能接受我們呈現的方式，但我真的有很多感謝，希望大家一起來欣賞我們的電影和我們所有工作人員的努力」。
第68届威尼斯电影节主競賽單元23部影片中，到了2011年9月5日已有9部影片角逐獎項的影片亮相，報導稱赛德克·巴莱在國際媒体影评人與觀眾在線投票兩項的評分不佳。賽德克·巴萊在第68屆威尼斯影展舉行公众首映，全場滿座，800名觀眾於放映後起立鼓掌十分鐘。
- 多倫多影展執行長卡麥隆貝里接受加拿大國家郵報採訪時，推薦了３部影片，其中一部就是賽德克·巴萊，他對戰爭場面印象深刻，他表示：「非常壯觀，動作戲不斷而高潮迭起！」、「這部片非看不可的原因，是因為它描寫戰間期裡，西方人所不知道的一面；是一部非常帶勁的電影」[91]。
- 2011年11月10日晚間在美國紐約現代藝術博物館首映。導演魏德聖特別至現場向觀眾介紹。電影放映之後，不少人感動拭淚。有觀眾表示劇中主角的堅毅和勇敢，很像美國印地安酋長。也有觀眾認為，原住民身手矯捷，沒想到原住民都會功夫[67]。
- 「賽德克巴萊」於2012.11.23日晚間在布里斯本「昆士蘭藝術表演中心」舉行的「澳洲亞太電影獎」（Asia Pacific Screen Awards）上，再度獲得國際肯定，擊敗18國34部入圍影片，榮獲「聯合國教科文組織獎」(UNESCO Award)。

### 媒体
- 英國電影雜誌銀幕（Screen）打了僅次於滿分五顆星的四顆星高分，泰晤士報也給予三顆星評價。其他刊物如美國好萊塢報導[72]、綜藝日報（Variety）亦給予较高評價[92][93]。
- 《南方日報》記者鄭照魁表示：“國際版劇情仍舊完整，呈現賽德克人的「生猛」，但刪去部分是賽德克文化細節很是可惜。鄭認為這是受到中國電影院難放映長片，放映長片難獲利的影響。魏德聖表示中國版與國際版一樣，並不是電影審查的影響”。導演：“表示台灣版是因有族群的壓力要交代歷史細節才會長，國際版是以「精神」與「故事」為主”。鄭也報導觀眾反應，雖然感到感動，但也覺得戰爭場面過多「吃不消」，最為感動的則是婦女與子女道別自殺的場景。[94]

- 媒体场的观众都是各国多年在电影领域的专业记者，赛德克·巴莱在放映过程中不断有记者起身离场，结束时是只收获寥寥几下零星的鼓掌，可见该片并没在记者心中得到太高的评价。有媒体评论表示：“整整两个半小时的故事冗长却缺乏张力，过长的篇幅中只一味堆砌战争场面，却忽视了讲故事最关键的节奏，导致影片沉重拖沓。从剧情上，导演试图探讨野蛮、文明和殖民间的关系，却又因为立场不明而导致价值观混乱，同时，原本正邪分明的故事，却因为对赛德克族过多的血腥残忍描写，减弱了反抗者一方的正义性”。[95]
- 凤凰网转载2012年5月15日羊城晚报：2012年5月10日公映的《赛德克·巴莱》曾被业内寄予厚望，但该片上映长两天，影院因观众太少而大幅下调其上映场次。羊城晚报记者通过影院了解到，昨日《赛德克·巴莱》在广州一共只安排了81场的放映，而《复仇者联盟》则有595场。造成这一局面的原因并非院线不愿意排片，影院工作人员表示：“ 在《赛德克·巴莱》上映的前两天时间里，影院安排了大量排片，并且把黄金时间也留了出来，但观众并未受此影响，甚至出现过没有观众的情况，因此不得不减少排片场次。”由于《赛德克·巴莱》在中國影片审查时间仓促，加之片方并无资金进行大规模宣传，导致多数观众不知道这部电影到底讲的什么，不少观众误以为这是一部讲述抗日战争的主旋律电影。[96]
- 青年报：“赛德克巴莱大倒热灶”。[97]
- 在台灣發行的英文中國郵報評論提到，上集太陽旗在激烈血腥動作鏡頭中，平衡地提供了週到的角色個性描述，将流血場面配上賽德克族傳說，為暴力行為說明賽德克族的思想背景。片中仔細推敲的細節創造了歷史真實感，以及龐大的演員人數傳達出一種莊嚴感[98]。不過，該報也提出某些缺失，例如上集某些拙劣的電腦生成圖像及過度活躍的配樂，下集過度將賽德克族彩虹橋傳說顯現的畫面[98]。

### 官方
- 中華民國方面：

行政院新聞局表示，此片是有史以來政府補助最高的電影，獲選為代表臺灣參加奥斯卡最佳外语片奖競賽的九部國片之一。該片並獲新聞局150萬元參展補助，創下政府補助電影事業的極限。
- 中華人民共和國方面：

最近我们看到一个现象，臺灣有一个影片叫赛德克·巴莱正在热映当中，据我了解，好像臺灣有关方面也希望这部片子能够在大陆公映，请问发言人，这部片子目前送审情况怎么样？大陆的观众大概什么时候能看到这部影片？谢谢。
 — 中央人民广播电台记者， 国台办9月14日例行記者會实录(2)
国台办2011年9月14日例行記者會，发言人范丽青表示：「臺湾电影赛德克·巴莱反映的是历史上的雾社事件，描写了臺灣原住民同胞反抗日本殖民统治的可歌可泣的悲壮历史」。她進一步表示：「这部片子在臺湾上映，观众反应热烈。有朋友告诉我说，场面很恢弘，很震撼。我们乐见该片在大陆上映。根据我们的了解，目前有关部门尚未接到引进这部片子的正式申请，如果臺湾的制片方提出该片在大陆商业发行的要求，我们愿意积极促成。谢谢」。

### 专家
- 「賽德克·巴萊」電影的「賽德克族語言」指導老師、也是熟知「霧社事件」相關歷史的學者郭明正，執筆寫書真相·巴萊，指出電影和史實的差異。

郭明正是賽德克族人，也是霧社事件參與者馬赫坡社族人的後裔，與霧社事件有不可分割的歷史淵源。他曾花10多年採訪部落長老，致力於記錄賽德克文化與霧社事件。
郭明正發現電影中有許多情節，包括是否有賽德克族少年隊、在事件當中是否族人因而紋面、莫那魯道參與人止關之役等等，這些屬於電影藝術改編的內容並不完全合於史實。
然而雖然電影觀點與史實有所差異，但是「電影是電影，歷史是歷史」，他對於在片場聽到演員都用賽德克族語演出，經常讓他誤以為回到霧社事件發生之時，非常感動；也希望能透過真相·巴萊新書的出版，讓因為電影「賽德克·巴萊」而對霧社事件感興趣的民眾，有更深入的認識。
- “中华民国歌声舞影庆百年电影展”的企划统筹、在上海戏剧学院任教的陈炜智认为，威尼斯影展上播映的是剪辑后的国际版，而即将在臺湾上映完整版则分成上下两集，有可能因为剪辑内容的不同，让媒体在理解上也有所不同。

而他认为，如果包括中国大陸媒体在内的观众，因为对台湾原住民不了解而对电影产生误会，那是导演的问题。他说：“我觉得这是导演的责任。导演今天要讲这个故事，他就应该要让不了解这件事情的人看懂。我们今天走进电影院，我们不应该有任何包袱，我们今天付了钱走进电影院，就完全将自己交给这部电影的创作团队。那今天创作团队要将一个他们知道，而我们不知道的动人故事，讲给我们听，那创作团队就有100%的义务，让我们观众充分的欣赏，充分的享受这个错综复杂的史诗故事，而不是转而要求说，你们应该做好功课再走进电影院。此外他懷疑，這部電影事前太過高調的宣傳，也可能導致中國大陸媒體的不滿。」
- 台灣作家張瑞芬表示自己如果習慣現代都市生活，會害怕凶猛華麗的戰鬥場面。並且認為賽片難在影展得獎，因為「當前世界是非紛擾，談和平還來不及，你在那兒表彰以眼還眼的殺戮邏輯、暴力美學，挑釁西方基督教文明與人道的普世價值嘛！」張也將魏德聖明知賽片不受歡迎仍然投資拍攝的態度與劇中莫那·魯道以及活得像真正的人的主題相比較。張並以佛洛伊德「文明及其不滿」概念解釋，認為莫那·魯道的反抗是出於傳統的人民被文明社會「異化」而產生的恐慌與憤怒。張又認為在上集戰鬥舞一幕顯示賽片所說真正的人是獵人，並認為不該以深山環境以外的觀點來理解霧社事件，並且回顧幾部相關台灣文學作品的觀點。張文中並且將片中賽德克人的忍耐與現代上班族生活比較，以及將獵人的態度與現代原住民的抗議比較，並且表達認同。[104]

- 臺灣導演戴立忍發表了賽德克·巴萊上下集觀影心得。他認為賽片的外觀是商業電影，劇本結構與「簡單命題」卻是非主流，違背觀眾的習慣來引起對現實生活的思考。他也認為賽片的重複砍頭畫面也是以數量讓觀眾無法招架來引發思考。戴立忍並指出某些人看完上集就不想看下集，是一種複雜的現象。最後還是希望大家看完上下集。[105]。
- 台灣教授林開世認為賽片的製作以及尊重原住民的態度已經成為里程碑，但他認為賽德克·巴萊雖引起多元價值的討論，但賽片缺乏歷史資料支持的猜想莫那魯道的想法，偏離事實真相。賽片也將賽德克文化浪漫化成消失的傳統文化。所以林開世認為賽片「只是利用一個異文化的傳奇，來製造出一個可供消費的道德想像空間」，是肯定教條式的多元文化主義，以及鼓勵自以為是的史觀。他認為電影遇到歷史資料不足或矛盾的部分應該保留空白。[106]

- 台灣教授邱韻芳認為賽德克·巴萊以長相美醜區別內心善惡，太不真實，也太浪漫化賽德克族，輕忽日本與布農族角色。而在讀過郭明正的書《真相·巴萊》後，邱韻芳質疑賽片描述莫那·魯道偏離史實，以及將鐵木·斯的行為簡化為個人恩怨，違反真實的gaya文化，兩項不實導致觀眾對真實的賽德克族有誤解，英雄化莫那·魯道且特別負面影響道澤群。邱又以Kumu Tapas之《部落記憶—霧社事件的口述歷史》為參考，說明道澤群各個小聚落面對德克達雅群反應都不同，不該簡化。邱並特別指出賽片劇本是由魏德聖以中文創作後再翻譯為賽德克語，像是「血祭祖靈」與「驕傲」都是違反賽德克文化的台詞。對此邱表示戲劇的要求不該蓋過真實呈現賽德克gaya的需求。邱肯定賽片給原住民在主流社會帶來戰士的新形象，但引用戴立忍一段話，認為賽片太著重美學部分使觀眾不能深刻理解賽德克出草與gaya，並且以自己與幾個賽德克人討論賽片的經驗為例，認為賽片讓賽德克人「越來越沉默」。[107]

- 台灣歷史學者Nakao Eki Pacidal對林開世文與邱韻芳文作出回應。[108]

- 北京影評人宇文翮指出許多台灣民眾對這段歷史其實並不熟，所以對賽德克·巴萊的支持來自本土意識覺醒以及補充學習本土歷史的興趣。他並評論賽片本身符合其他類似電影的反殖民公式，但採取中立立場，未將莫那魯道英雄化，而將描寫殺戮的血腥與恐怖，並將日本人描寫為溫和的受害者。但宇文翮進一步指出這並不是單純「親日」，而是後殖民文化所導致。宇文翮提出身分認同問題，認為花崗一郎和二郎已經日化卻無法融入日本社會，代表的是殖民者離去後殖民地人習慣先進文明不願回到落後，於是不知何去何從。宇文翮進一步指出新一代台灣人較不認為自己是中國人，而花崗一郎是「當代台灣人自我形象的投射」。[109]

- 影評人李簡認為下集過於簡化，重要的「夾心人」角色處理也太粗糙。李簡認為賽德克·巴萊最重要的主題是文明與野蠻的比較。李簡將片頭的獵頭戰與《启示录》（台譯《阿波卡大獵逃》）相比，認為一方面日本殖民者帶來文明，阻止「殘酷的野蠻」，但賽德克族本身也有文明，而日本則沒有走在「文明的正路」。李簡指出歷史上殖民主義也有更替，並且認為「自由，才是文明的核心」，而莫那魯道與鐮田彌彥都同意日本的殖民沒有自由所以不夠文明。但李簡也認為賽德克族婦女的自由則被電影忽略。[110]

- 影評人木卫二認為賽片過長、人物平版、戰鬥畫面單調，但仍肯定電影的史詩特色。[111]

- 憑電影人山人海奪得第68屆威尼斯影展最佳導演銀獅獎的蔡尚君說「這部電影挺帶勁的，我很喜歡！」[112]

- 林大根表示此片2014年在韓國五間戲院上映，上集觀眾只有約八千人，下集只有十人。不過在NAVER網站上的評分滿高（六七分左右）。林分析票房差是因為韓國觀眾對台灣歷史和族群不熟悉，而有觀眾喜歡這部電影，除電影本身品質外也與抗日題材符合觀眾興趣有關。[113]

## 相关出版物
- 賽德克·巴萊：魏德聖／原著劇本、嚴農／小說。[114][115]

- 夢想．巴萊：果子電影／企劃，賽德克·巴萊電影搶鮮報。[116]
- 漫畫．巴萊：邱若龍／繪著，電影賽德克·巴萊原著漫畫
　2011年再版[117]；原出版書名霧社事件[118][119]。
- 導演．巴萊：魏德聖／著，導演電影拍攝日誌手記。[120]
- 電影．巴萊：果子電影企劃，電影幕前幕後全方位紀錄。[121]
- 真相．巴萊：郭明正／著，電影的歷史真相與隨拍札記。[122]
- 本色．巴萊：果子電影／企劃，電影演員全彩寫真書。[123]
- 小說馬黑坡風雲，鍾肇政。
- 音樂專輯賽德克巴萊，閃靈樂團。
- 霧社事件、霧重雲深、風中緋櫻三部曲，鄧相揚著。
- 公視連續劇風中緋櫻：霧社事件，萬仁執導。